# صموئيل كولغيت
صموئيل كولغيت (بالإنجليزية: Samuel Colgate)‏ هو مخترِع وشخصية أعمال أمريكي، ولد في 1822 في نيويورك في الولايات المتحدة، وتوفي في 1897 في أورانج ‏ في الولايات المتحدة.